# Martin Turnovský
Martin Turnovský   (Praga, 29 de setembre de 1928 - Viena, 19 de maig de 2021) va ser un director d'orquestra txec naturalitzat austríac.

## Biografia
Va estudiar a l'Acadèmia de Música de Praga amb l'exdirector principal de l'Orquestra Filharmònica Txeca Karel Ančerl, i més tard amb George Szell. El 1958 va guanyar el primer premi al concurs internacional de direcció orquestral de Besançon (França).
Del 1963 al 1966 va ser director principal de la Radio-Sinfonie-Orchesters de Plzeň i, posteriorment, durant dues temporades va ser director principal de la Staatskapelle Dresden i director musical general del Semperoper a Dresden (1966 - 1968). Del 1960 al 1968 també va ser director permanent de l'Orquestra Filharmònica Txeca i director permanent de l'Orquestra Filharmònica de Brno.
Martin Turnovsky és un dels directors més famosos de Txecoslovàquia. Ha realitzat enregistraments en disc amb l'Orquestra Filharmònica Txeca i l'Orquestra Simfònica de Praga; el seu enregistrament de la quarta simfonia de Bohuslav Martinů va rebre el "Gran Premi del Disc".
Després de la invasió de Txecoslovàquia per part de les tropes del Pacte de Varsòvia després de la primavera de Praga a l'agost del 1968, va emigrar a Àustria on va ser naturalitzat. Hi dirigí diverses orquestres i esdevingué director de l'Òpera d'Oslo (1975 - 1980) i director musical de l'Opera de Bonn (1979 - 1983). Ha participat en produccions d'òpera per a la Deutsche Oper Berlin, el Staatsoper Stuttgart, la Royal Opera d'Estocolm, el Capitol Theatre de Tolosa i l'Opera Nacional de Gal·les, entre d'altres.
Turnovsky ha col·laborat amb, entre d'altres:
- l'Orquestra Filharmònica de Nova York
- l'Orquestra de Cleveland
- l'Orquestra Simfònica de Detroit
- l'Orquestra Filharmònica de Londres
- l'Orquestra Simfònica de la Ràdio de Baviera
- l'Orquestra de la Suisse Romande
- l'Orquestra Simfònica de Viena
- Orquestra Simfònica de Bamberg
- Orquestra Simfònica de Toronto
- Orquestra Simfònica de la Ciutat de Birmingham
- la Royal Liverpool Philharmonic Orchestra
- l'Orquestra Simfònica Metropolitana de Tòquio.

Després de la Revolució de Vellut de 1989, va tornar a Praga i va passar a ser director principal de l'Orquestra Simfònica de Praga del 1992 al 1996.

## Mort
Martin Turnovsky va morir el 19 de maig de 2021 a l'edat de 92 anys a Viena (Àustria).